# Ómodos
Ómodos (grec moderne : Όμοδος) est un village de Chypre situé dans le district de Limassol.